# 사다리꼴

사다리꼴의 정의

사다리꼴

평면 기하에서 사다리꼴은 한 쌍의 대변이 평행인 사각형이다. 제형(梯形)이라 불리기도 한다. 이 도형의 이름은 사다리의 두 가로대와 옆의 지지대가 이루는 모양을 연상해서 붙여진 것이다. 그리고 사다리꼴 중에서, 한 쌍의 대변이 평행하고 그 평행한 두 변 중 하나의 양 끝각의 크기가 같은 사다리꼴을 등변사다리꼴이라고 한다. 마주보는 두 쌍의 변이 모두 평행한 평행사변형은 사다리꼴의 특수한 경우이다.
영어로 사다리꼴을 뜻하는 trapezoid와 trapezium은 한 쌍의 대변만 평행하고 다른 두 변은 평행하지 않은 사각형을 뜻하여, 엄밀하게는 사다리꼴과 trapezoid는 같지 않다.

## 넓이
평행한 두 변의 길이가 각각 {\displaystyle a}, {\displaystyle b}이고 높이가 {\displaystyle h}인 사다리꼴의 넓이 {\displaystyle S}는 다음과 같다.
{\displaystyle S={\frac {(a+b)h}{2}}}

## 같이 보기
- 절두체

| - 일반적인 사각형 - 사다리꼴 - 등변사다리꼴 - 연꼴 - 평행사변형 - 마름모 - 직사각형 - 정사각형 |